# فرانك هوكينز
فرانك هوكينز (بالإنجليزية: Frank Hawkins)‏ هو سياسي أسترالي، ولد في 1 يونيو 1897 في أستراليا، وتوفي في 20 ديسمبر 1971 في نيوكاسل في أستراليا. حزبياً، نشط في حزب العمال الأسترالي. وقد انتخب عضو الجمعية التشريعية نيو ساوث ويلز.